# Volîțea-Lobacivska, Horohiv
Volîțea-Lobacivska (în ucraineană Волиця-Лобачівська) este un sat în comuna Lobacivka din raionul Horohiv, regiunea Volînia, Ucraina.

## Demografie
Componența lingvistică a localității Volîțea-Lobacivska
     Ucraineană (99,38%)
     Alte limbi (0,31%)
Conform recensământului din 2001, majoritatea populației localității Volîțea-Lobacivska era vorbitoare de ucraineană (99,38%), existând în minoritate și vorbitori de alte limbi.